# Hammeria
Hammeria là chi thực vật có hoa trong họ Aizoaceae.